# Операция „Приливна вълна“
Операция „Приливна вълна“ е битка през Втората световна война.

## Цели
На 1 август 1943 г. американската авиация с далечен обсег на действие осъществява над Балканите операция под кодовото име „Tidal wave“ (Приливна вълна) – бомбардиране на нефтените рафинерии в района на Плоещ, Румъния. Задачата е да се нанесе удар върху снабдяването на Вермахта с петрол и да се демонстрира опустошителната мощ на стратегическата авиация на САЩ. За всеки квадратен километър площ са предвидени 500 тона бомби. Операцията се осъществява от американската дивизия за далечни въздушни нападения, базирана на летищата в Дерна и Бенгази, Северна Африка.

## Предистория
Това не е първото нападение на американската авиация над Плоещ. На 12 юни 1942 г. 13 тежки бомбардировача за далечно действие Б-24 Либърейтър, базирани на летище Файд на Суецкия Канал, прелитат над Средиземно море, Турция и Черно море, минават над сушата в района на Констанца и бомбардират нефтения район на Плоещ. Повредите по рафинериите са незначителни. ПВО и изтребителната авиация на Луфтвафе и румънските ВВС не реагират. Това е първият удар на американската стратегическа авиация в дълбочина на континента.
От края на 1942 до средата на 1943 г. германските войски на Източния фронт и в Северна Африка търпят серия от поражения при Сталинград, Ел Аламейн, Харков и Курск. След капитулацията на Африканския корпус на фелдмаршал Ервин Ромел, американското командване обединява своите въздушни единици в района и създава 8-а и 9-а въздушни армии за действия на Средиземноморския театър на бойните действия.

## Планиране и подготовка
Решението за масирана атака над нефтените полета в Румъния е взето през януари 1943 г. на срещата на върха между западните съюзници в Казабланка, където британски аналитици изказват мнението, че разрушаването на нефтените рафинерии в Плоещ ще съкрати войната с 6 месеца. Предложението им е прието и през пролетта на същата година към дислоцираните в Северна Африка две бомбардировъчни групи от състава на 9-а американска въздушна армия, от Англия са прехвърлени още 3 групи. За командващ на операцията е назначен генерал Юзал Дж. Инт (Uzal Girard Ent). Решено е атаката да се проведе от малка височина (20 – 100 м). В Либийската пустиня са изградени макети на рафинериите, над които екипажите започват тренировки от 20 юли. При тази подготовка командващият 9-а армия ген. Луис Бриретън смята, че загубите на съюзниците няма да надхвърлят 50%.

## Сили
След нападението през юни 1942 германският генерал Алфред Герстенберг, командир на Луфтвафе в Румъния, изгражда една от най-силните, ефективни и добре интегрирани системи за ПВО около нефтените полета на Плоещ. В допълнение, въздушният команден център на Луфтвафе разполага с три изтребителни авиополка в Румъния и Западна Украйна с боен радиус до Плоещ. Според съюзническото разузнаване рафинериите са отбранявани от части на румънската армия и ВВС, като се предполага, че противовъздушните оръдия са около 100 и половината от тях са обслужвани от германски разчети. В действителност обаче, те са 237 (без картечниците) и около 80% от тях са с добре обучени немски разчети. Изтребителната авиация възлиза на 250 – 300 машини, от които 52 немски Me-109G.
Американското въздушно командване разполага с около 230 тежки бомбардировача Б-24 в Северна Африка, като към момента на излитането дивизията има 190 изправни самолета. С цел да се увеличи бойният им радиус, за да могат да достигнат до Плоещ, на самолетите Б-24 са монтирани допълнителни резервоари за гориво в бомбения отсек, съответно носят по-малко от максималния бомбен товар.

## Атаката
В 7 ч сутринта строените пред самолетите екипажи научават, че ще излетят със задача да бомбардират петролните рафинерии в нефтения район на Плоещ, Румъния. Дивизията излита в 8.00 ч в състав от 177 самолета Б-24 Liberator и лети в посока Бенгази – о-в Корфу – Преспанско езеро – Скопие – Сурдулица – Враца – Лом – Крайова – Плоещ. В последния момент на ген. Бриретън е забранено участие във въздушния удар, като за командващ на самата атака е назначен ген. Инт, който лети в самолета на командващия 376-а бомбардировъчна група. Първи излита самолетът с име „Wongo Wongo“, в който се намира главният навигатор на групата. Малко по-късно същият този самолет се разбива поради авария в Средиземно море, а заради повреда в двигателя се връща и самолетът със заместник-главния навигатор. Формацията е поведена от самолета с име „Brewery Wagon“, чийто навигатор обаче няма никакъв реален боен опит, което довежда до излизането на формацията първо над Букурещ и последващото ѝ насочване към Плоещ – факт, улеснил противовъздушната отбрана. Общо 11 бомбардировача падат или се връщат поради повреди, преди да излязат над целта. Самолетите се движат на 3 вълни в клиновиден строй. В 11.30 ч навлизат в българското въздушно пространство, групата е забелязана над Охрид, Ресен и Битоля. Самолетите прелитат във въздушното пространство на Румъния при Козлодуй, Лом и Арчар в интервала от 12.47 до 13.15 ч.
На 100 км преди Плоещ дивизията е пресрещната от 50 германски изтребителя и румънските изтребители IAR-80. Въпреки загубата на 56 бомбардировача останалите нанасят планирания бомбен удар между 14 и 15 ч. над няколко рафинерии в Плоещ, Питещ и Къмпина. Понесените чувствителни загуби, останалите в строя тежко засегнати самолети и преразходът на гориво и боеприпаси кара екипажите да се спасяват по най-бързия начин. По-голямата част от самолетите се завръщат по маршрута Оряхово – Цариброд – Враня – Скопие – Битоля. Друга част летят на юг от Свищов и Русе към устието на Марица. На връщане самолетите са атакувани от силите на Българските ВВС и IV група на немската JG27, базирана в Гърция.

## Българските ВВС
Около обяд, когато бомбардировачите прелитат над Адриатическо море и през Скопие се насочват към София, в двореца и Министерския съвет всички са в паника. Първото излитане на българските изтребители е в 12.25. От летище Враждебна излитат 6 самолета Avia B-534, от Божурище – 4 самолета Avia B-534, а от летище Карлово – 10 Месершмит Ме-109Г, без да имат контакт с противника. Нашите изтребители излитат отново в 15 ч., когато крепостите се завръщат от Румъния. 4 Авиа излитат от Божурище, а 7 Авиа и 4 Ме-109Г от Враждебна. 6 месершмита остават на летището, защото в резервоарите им няма гориво – поради повреда в ел. захранването не работят горивозареждащите помпи.
В битката срещу група съюзнически бомбардировачи българските изтребители постигат първите победи за българската военна авиация срещу тях. Летците с изтребители „Авиа“ от летище Враждебна водят бой с вражеските самолети над Враца и ги преследват до Кюстендил, където ги атакуват за втори път. Поради слабото въоръжение на изтребителите Avia B-534 (4 х 7.92 mm картечници), американците не понасят загуби в техника, въпреки отбелязаните попадения. Летците от ятото месершмити откриват и атакуват група от 20 бомбардировача. Въздушният бой се води в района на връх Ком и Цариброд. Противно на тогавашните тактически схващания поручик Стоян Стоянов атакува фронтално и от близко разстояние водача на противниковата група, а след това атакува отзад и отдолу друг бомбардировач. Към атаката му се присъединява и поручик Иван Бонев.
Същата група бомбардировачи е атакувана и от Петър Бочев и Христо Кръстев. Свалени са общо 6 вражески бомбардировача – 2 от поручик Стоянов и по един от подпоручиците Петър Бочев, Иван Бонев и Христо Кръстев. 6-ият паднал самолет най-вероятно е свален от зенитната артилерия или пада на наша територия от получени попадения над Румъния. От българските самолети няма свалени, само 2 кацат принудително поради получени пробойни. По време на полета си над българска територия бомбардировачите пускат бомби и боеприпаси над с. Дрента, Еленско, гр. Бяла, Русенско, на гара Бойчиновци, при Велико Търново, Пловдив, Лом и в района Дъбово-Тулово. Няма жертви, изгаря една къща в с. Дрента.
На 7 август цар Борис III приема поручик Стоянов, подпоручик Бочев и командира на ескадрилата и лично им връчва ордена „За храброст“, първи награждавания от 25 години, от времето на Първата световна война. На 22 септември 1943 поручик Стоянов е награден с „Железен кръст“ на Луфтвафе и грамота, подписана от името на фюрера Адолф Хитлер от Райхсмаршал Херман Гьоринг, имперски министър на въздухоплаването на Райха и върховен главнокомандващ на Луфтвафе. С „Железен кръст“ са наградени още Христо Кръстев и Петър Бочев.
Смелостта и героизмът на българските летци не будят съмнение, но за успехите им има и някои обективни причини. Бомбардировачите се завръщат от изпълнение на тежка бойна задача, в разпокъсан боен строй, на малки групи или поединично. Екипажите са уморени, има преразход на гориво и боеприпаси, много самолети са получили повреди и имат ранени и загинали членове на екипажа от тежкия въздушен бой с германските изтребители и огъня на зенитната артилерия над Румъния. Освен това бомбардировачите нямат охрана от изтребители, както е при по-нататъшните въздушни нападения над Балканите.
Все пак нашите пилоти достойно отбраняват родното небе. Пленените американски летци заявяват, че атакувалите ги български пилоти били „безразсъдно смели и щури“, приближавали се много близо до крепостите за атака.

## Резултати
Резултатът от атаката на бомбардировачите над Плоещ е катастрофален за американската авиация. От излетелите 177 бомбардировача едва 88 се завръщат в базата си (53 са свалени или паднали поради повреди, 23 кацат принудително на чужди летища в Турция и Кипър, където са интернирани), от които 55 са с тежки пробойни и повреди. Освен свалените от изтребителите и ПВО над Балканите, загубите включват и много самолети, които падат в Средиземно море поради изчерпване на горивото или в резултат на получени повреди от въздушния бой. Няколко повредени самолета кацат в неутрална Турция и са конфискувани. Един самолет успява да достигне до Либия 14 часа след излитането си с 365 пробойни от куршуми, зенитни снаряди и шрапнели. Човешките загуби достигат 660 загинали, пленени и безследно изчезнали. Това са най-тежките загуби, понасяни някога от американските ВВС в една операция. Денят 1 август 1943 става известен като „Черната неделя“ сред американските пилоти.
Повредите по рафинериите са далеч под очакваните от американското командване. От строя е извадена само рафинерията в Къмпина, а останалите възстановяват и надхвърлят производството си отпреди атаката в рамките на няколко седмици.
От друга страна, провалът на операцията показва, че въпреки понесените чувствителни загуби на Източния фронт и в Африка, Луфтвафе все още е достатъчно боеспособен и може да нанесе тежки загуби на всеки противник, дори и на B-24. В резултат на огромните материални и човешки загуби, нападенията над Плоещ са прекратени в следващите 8 месеца, до април 1944, когато американците вече постигат пълно въздушно превъзходство над Балканите.
Аналогичните неуспешни мисии с огромни загуби през 1943 на американските и Кралските ВВС над заводите за изтребители в Швайнфурт и Регенсбург, Германия, водят до спиране на самостоятелните рейдове на бомбардировачи, докато американците не разгръщат достатъчно изтребители за далечно действие Р-38 Лайтнинг и P-51 Мустанг, като ескорт на бомбардировъчните формации.
От есента на 1943, след преврата на Бадолио в Италия, американските 8-а и 15-а въздушни армии и Кралските ВВС се предислоцират от Северна Африка в Южна Италия. Около Бари, Бриндизи и Фоджа е създадена цяла верига от летища. За действия над Балканите съюзниците разгръщат 1500 тежки четиримоторни бомбардировача за далечно действие и 800 изтребителя и последвалите бомбардировки на България и бомбардировки на земите под български контрол стават възможни единствено благодарение на успеха в операция Хъски, за която западните съюзници активно си сътрудничат със сицилианската мафия.